# Migdal Filmes
Migdal Filmes es una productora brasileña que, en los últimos 15 años, ha producido más de 30 títulos entre películas y series, llevando a más de 30 millones de personas al cine. En su portafolio se encuentran la trilogía Minha Mãe É Uma Peça (2013, 2016 y 2019), un fenómeno de público y crítica, cuya tercera parte se convirtió en la película más taquillera de la historia del cine brasileño; el drama premiado Casa Grande; las comedias Linda de Morrer y Carlinhos e Carlão; el aclamado documental musical Cássia Eller; el fenómeno Nosso Lar; la biografía cinematográfica Irmã Dulce; M8 – Quando a Morte Socorre a Vida, ganadora de varios premios; y también la premiada As Polacas; entre muchas otras.
En televisión, produjo series como As Canalhas (GNT, tres temporadas); 220 Volts (con Paulo Gustavo, Multishow, cinco temporadas); Matches (Warner Channel, tres temporadas); Body by Beth (TNT/Max), entre otros títulos.

## Historia
Migdal Filmes fue creada hace 15 años por la productora Iafa Britz, y hoy es una referencia en el mercado audiovisual brasileño, habiendo batido varios récords de taquilla. La productora equilibra en su trayectoria el entretenimiento con impacto social, desarrollando franquicias e IPs (propiedades intelectuales) relevantes en asociación con grandes talentos y plataformas.

### Cine
- 2024 – As Polacas, de João Jardim
- 2024 – Nosso Lar 2: Os Mensageiros, de Wagner de Assis – Coproducción con Cinética Filmes
- 2023 – La Situación, de Tomás Portella
- 2021 – Amarração do Amor, de Caroline Fioratti
- 2020 – Carlinhos e Carlão, de Pedro Amorim
- 2020 – M8 - Quando a Morte Socorre a Vida, de Jeferson De
- 2019 – Minha Mãe É uma Peça 3, de Susana Garcia
- 2018 – Intimidade Entre Estranhos, de José Alvarenga Jr.
- 2017 – Duas de Mim, de Cininha de Paula
- 2016 – Minha Mãe É uma Peça 2, de César Rodrigues
- 2016 – Mundo Cão, de Marcos Jorge – Coproducción con Zencrane Filmes
- 2015 – Linda de Morrer, de Cris D’Amato
- 2015 – Cássia Eller, de Paulo Fontenelle
- 2015 – Casa Grande, de Fellipe Gamarano Barbosa
- 2014 – Irmã Dulce, de Vicente Amorim
- 2013 – Minha Mãe É uma Peça, de André Pellenz
- 2012 – Totalmente Inocentes, de Rodrigo Bittencourt
- 2010 – Nosso Lar, de Wagner de Assis – Coproducción con Cinética Filmes

### Televisión
- 2025 – Capoeiras, de Tomás Portella
- 2024 – Body By Beth, de Gigi Soares y Alice Demier
- 2020–2024 – Matches, de Calvito Leal y Eduardo Vaisman (1.ª temp.), Anita Barbosa y Manuh Fontes (2.ª temp.)
- 2015 – Mais Cor Por Favor
- 2014 – Paulo Gustavo na Estrada
- 2013 – De Volta Pra Pista, de Pedro Amorim
- 2014–2015 – Alucinadas, creada por Luciana Fregolente y Renata Castro Barbosa
- 2013–2015 – As Canalhas (3 temporadas), de Vicente Amorim
- 2012–2015 – Música.Doc (2 temporadas)
- 2012 – O Fantástico Mundo de Gregório, de Ian SBF y Gustavo Chagas
- 2011 – Até que Faz Sentido, de Elisabetta Zenatti y César Rodrigues